# تایپ ده‌انگشتی

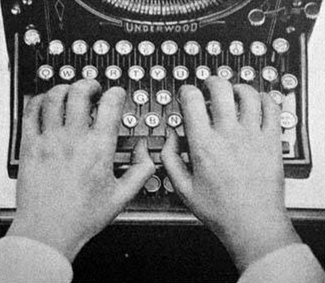
حالت آماده به تایپ در تایپ ده‌انگشتی.

آرایش انگشت‌ها در تایپ ده‌انگشتی با یک صفحه‌کلید استاندارد برای زبان آلمانی.

تایپ ده انگشتی یا تایپ سریع یا تایپ لمسی (به انگلیسی: Touch typing)، مهارت و نوعی تایپ است که در ماشین‌نویسی، تبدیل اسناد به حالت الکترونیکی و نویسندگی کاربرد دارد. در تایپ ده‌انگشتی تایپ بدون دیدن صفحه‌کلید و معمولاً با به‌کارگیری تمام انگشت‌ها و قواعد خاص خود صورت می‌پذیرد. تایپ ده‌انگشتی از پیش‌نیازهای دریافت گواهی ماشین‌نویسی است. پیش از عصر تایپ رایانه‌ای و در روزگار تایپ با ماشین تحریر، مهارت ماشین‌نویسی سریع و بدون غلط املائی امر بسیار مهمی بود زیرا در تایپ با ماشین تحریر غلط‌ها را پس از تایپ نمی‌شد به آسانی رفع کرد. سرعت تایپ به هنگام یادداشت‌برداری و تایپ صورت جلسات هم اهمیت دارد.

## یادگیری
یادگیری این نوع تایپ به عنوان عامل تایپیست شدن شما، مستلزم گذراندن دو مرحله است که مرحله اول بسیار ساده و گذراست ولی مرحله دوم نیاز به گذراندن زمان، حوصله و پیوستگی تمرین ها دارد. مرحله اول، «یادگیری قواعد» است پس از گذراندن این مرحله شما می‌توانید بدون نگاه کردن به صفحه‌کلید با سرعتی بیش از 30wpm (۳۰ کلمه بر دقیقه) تایپ کنید که حداقل دو تا چهار روز به طول می‌انجامد؛ مرحله دوم، «بهبود سرعت» است، همان‌طور که پیش‌تر گفته شد این، نیازمند زمان و تمرین زیادی است و بیش از یک سال زمان نیاز دارد و حتی گاه برای دستیابی به سرعتی همچون 200wpm (۲۰۰ کلمه بر دقیقه) که سرعتی بیش از یک تایپ حرفه‌ای است، سال‌ها زمان می‌برد.
شما می‌توانید در منزل و فقط با داشتن یک رایانه این دو مرحله را بگذرانید، نرم‌افزارهای رایگان و رایانه‌ای گوناگونی موجود است، برای نمونه کی‌تاچ (KTouch) و راهنمای تایپ تایپ‌فستر (TypeFaster Typing Tutor).

یکی از راه‌های مؤثر برای پشت سر گذاشتن مرحله اول (یادگیری قواعد) تایپ ده‌انگشتی، تکنیک استفاده از رنگ‌ها می‌باشد به گونه‌ای که با تکنیک رنگ‌ها به راحتی می‌توان هر کلید را مخصوص یک انگشت به ذهن سپرد و با تمرین‌های مکرر موفق به یادگیری تایپ ده‌انگشتی شد.

## اهمیت
نخست آن که تایپ ده‌انگشتی یک نوع تایپ است. اما آنچه که تایپ ده‌انگشتی را خاص می‌کند آن است که:
1. چشم آزاد است و فرد می‌تواند هم‌زمان با دیدن یک نوشتار مکتوب آن را تایپ کند یا با نگاه کردن به صفحه نمایش غلط‌های تایپی خود را هنگام تایپ متوجه شود و به سرعت اصلاح کند.
2. سرعت تایپ در این نوع، بسیار بالا است و حتی سرعت آن از نوشتن با قلم نیز بسیار بیشتر است.

## سرعت تایپ
تایپ ده‌انگشتی این ظرفیت را دارد که تا سرعتی بیش از ۲۰۰ کلمه بر دقیقه تایپ کنید اما نیازمند تمرین و تکرار زیاد است. معمولاً افراد تازه‌وارد در تایپ ده‌انگشتی سرعتی بین ۳۰ تا ۵۰ کلمه بر دقیقه دارند و افرادی که تایپ ده‌انگشتی بلد نیستند سرعتی کمتر از ۳۰ کلمه بر دقیقه دارند.

## قواعد تایپ ده‌انگشتی در صفحه‌کلید «QWERTY»

کلیدهای زرد راست و چپ به ترتیب مربوط به انگشت‌های کوچک راست و چپ هستند. کلیدهای آبی راست و چپ به ترتیب مربوط به انگشت‌های انگشتری راست و چپ هستند و کلیدهای سبز راست و چپ به ترتیب مربوط به انگشت‌های وسط راست و چپ هستند و کلیدهای بنفش مربوط به انگشت اشاره راست و کلیدهای قرمز مربوط به انگشت اشاره چپ هستند. کلیدهای و و مربوط به انگشت کوچک راست و کلیدهای و و نیز مربوط به انگشت کوچک چپ هستند. کلید نیز با یکی از انگشتان شست فشرده می‌شود.

آرایش صحیح موقعیت انگشتان در «ICDL» (که موقعیت انگشتان در ردیف چهارم را صحیح مشخص کرده‌است)، توجه داشته باشید که حروف این کیبورد مربوط به آرایش صفحه‌کلید «Neo» (که آلمانی است) می‌باشد؛ ولی موقعیت‌ها مربوط به صفحه‌کلید «QWERTY» نیز می‌باشد.

- فردی که می‌خواهد تایپ ده‌انگشتی انجام دهد باید موقعیت تمام حروف را حفظ باشد.
- در این نوع تایپ هیچ نیازی به نگاه کردن به صفحه‌کلید وجود ندارد.
- هر کلید تنها توسط یک انگشت فشرده می‌شود و هر انگشت وظیفهٔ فشردن چند کلید را دارد که در عکس مقابل مشخص شده‌است و باید رعایت شود.
- صفحه‌کلید شامل پنج ردیف است.
- ردیف چهارم در تایپ ده‌انگشتی بالاترین ردیف است که شامل اعداد و دکمهٔ «Backspace» و «پ» می‌باشد.

- ردیف سوم

- ردیف دوم (ردیف پایگاه)؛ مهم‌ترین ردیف می‌باشد که تمام صفحه‌کلید از طریق ردیف پایگاه موقعیت‌یابی می‌شود که درحالت آماده به تایپ تمام انگشتان به جز انگشتان شست در این ردیف قرار می‌گیرند.

- ردیف اول زیر ردیف پایگاه قرار دارد.

- ردیف پایین؛ توجه داشته باشید که کلیدهای «Ctrl» و «Alt» چپ و راست در تایپ ده‌انگشتی تعریف نمی‌شود چرا که این کلیدها ترکیبی هستند و نمی‌توان از یک انگشت ثابت برای آن‌ها استفاده کرد و آرایش انگشتان تایپ ده‌انگشتی را برهم می‌زنند؛ ولی در آموزش‌های مختلف انگشت کوچک برای آن در نظر گرفته می‌شود. تنها کلید مورد استفاده در تایپ ده‌انگشتی در این ردیف، کلید «Space» (درازترین کلید) می‌باشد و کلیدهای «ویندوز» و … در نظر گرفته نمی‌شود.

- در حالت آماده به تایپ، انگشتان شست بر روی کلید «Space» و بقیهٔ انگشتان در ردیف پایگاه به صورت زیر قرار می‌گیرند.

1. انگشت کوچک راست بر روی کلید «ک، ;» و انگشت کوچک چپ بر روی کلید «ش، A» قرار می‌گیرد.
2. انگشت انگشتری راست بر روی کلید «م، L» و انگشت انگشتری چپ بر روی کلید «س، S» قرار می‌گیرد.
3. انگشت وسط راست بر روی کلید «ن، K» و انگشت وسط چپ بر روی کلید «ی، D» قرار می‌گیرد.
4. انگشت اشاره‌ی راست بر روی کلید «ت، J» و انگشت اشارهٔ چپ بر روی کلید «ب، F» قرار می‌گیرد.

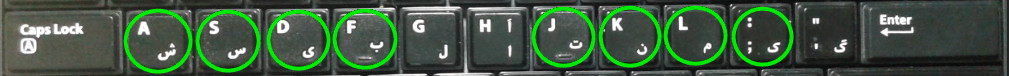
موقعیت انگشتان به جز شست درحالت آماده به تایپ

- مهم‌ترین کلیدهای ردیف پایگاه کلیدهای نشانه یعنی کلیدهای «ت، J» و «ب، F» می‌باشند (که انگشتان اشاره درحالت آماده به کار بر روی آن‌ها قرار می‌گیرد) چراکه موقعیت تمام کلیدها نسبت به این دو کلید سنجیده می‌شود فردی که می‌خواهد شروع به تایپ ده‌انگشتی کند ابتدا این دو کلید را می‌یابد و انگشتان اشاره خود را بر روی آن و بقیهٔ انگشتانش را به ترتیب کنار آن‌ها قرار می‌دهد و انگشتان شست بر روی دکمه «Space» قرار می‌گیرند اکنون انگشتان در حالت آماده به تایپ هستند. در صفحه‌کلید بر روی کلیدهای نشانه برجستگی وجود دارد که فرد تایپیست بدون نگاه کردن و با لمس کردن، این دو کلید را می‌یابد.

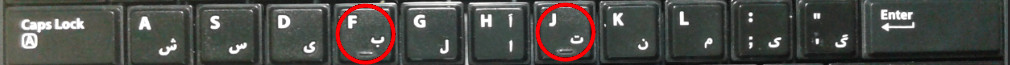
کلیدهای نشانه

- درحالت آماده به تایپ به جز انگشتان شست بقیه انگشتان باید بر صفحه درحالت عمود باشند.

### برای تایپ کردن ده‌انگشتی
قبل از شروع باید شرایط و موارد بالا را فرا گرفته باشید.
1. ابتدا انگشتان را در حالت آماده به تایپ قرار می‌دهید.
2. سپس حروف کلمه یا جمله مورد نظر را به ترتیب و با رعایت شرایط بفشارید.[۱][۲]